# Gare de Maizières-lès-Metz
La gare de Maizières-lès-Metz est une gare ferroviaire française de la Ligne de Metz-Ville à Zoufftgen, située sur le territoire de la commune de Maizières-lès-Metz, dans le département de Moselle, en région Grand Est.
Elle est mise en service en 1854 par la Compagnie des chemins de fer de l'Est. C'est une gare de la Société nationale des chemins de fer français (SNCF) desservie par des trains TER Grand Est.

## Situation ferroviaire
Établie à 156 mètres d'altitude, la gare de Maizières-lès-Metz est située au point kilométrique (PK) 167,685 de la ligne de Metz-Ville à Zoufftgen, entre les gares de Woippy-Triage et de Walygator-Parc.

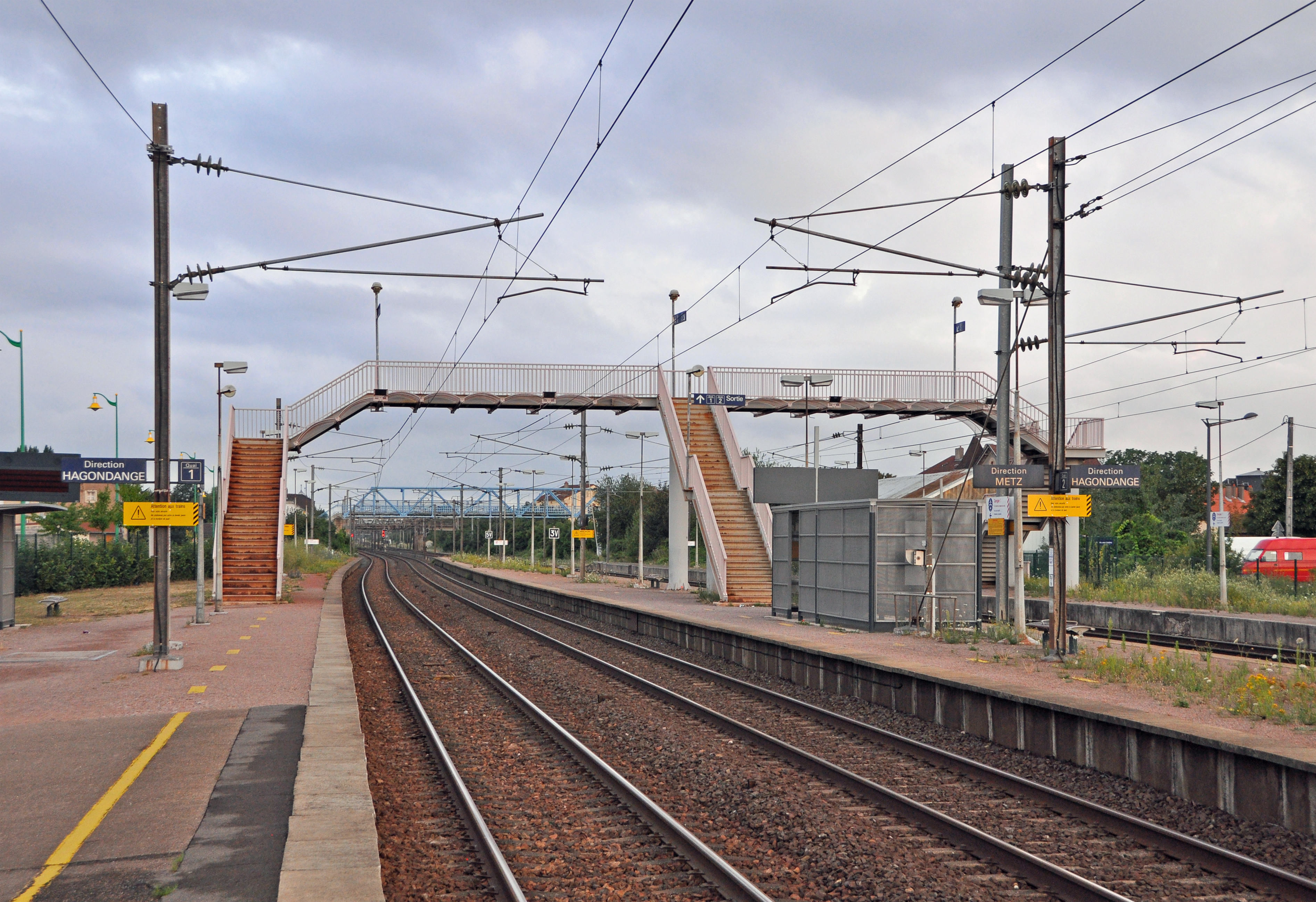
Intérieur de la gare.

## Histoire
La station de Maizières est mise en service sur la rive gauche de la Moselle le 16 septembre 1854 par la Compagnie des chemins de fer de l'Est lorsqu'elle ouvre à l'exploitation pour les voyageurs sa ligne de Metz à Thionville.
Le grand bâtiment voyageurs, au style d'influence allemande, érigé au début du XXe siècle, est détruit au même titre que 90% des constructions de la ville. Il est remplacé par un édifice moderne.

## Fréquentation
De 2015 à 2024, selon les estimations de la SNCF, la fréquentation annuelle de la gare s'élève aux nombres indiqués dans le tableau ci-dessous.
| Année                      | 2015    | 2016    | 2017    | 2018    | 2019    | 2020    | 2021    | 2022    | 2023    | 2024    |
| -------------------------- | ------- | ------- | ------- | ------- | ------- | ------- | ------- | ------- | ------- | ------- |
| Voyageurs                  | 247 054 | 236 360 | 243 032 | 216 656 | 233 235 | 145 265 | 177 405 | 266 195 | 323 371 | 341 339 |
| Voyageurs et non voyageurs | 254 695 | 243 670 | 250 548 | 223 356 | 240 448 | 149 758 | 182 892 | 274 428 | 333 372 | 351 896 |

## Service des voyageurs

### Accueil
Gare SNCF, elle dispose d'un bâtiment voyageurs, avec guichet, ouvert du lundi au samedi et fermé les dimanches et jours fériés. Elle est équipée d'un automate pour l'achat de titres de transport. C'est une gare « accès TER Métrolor » proposant des aménagements, équipements et services pour les personnes à la mobilité réduite.
Une passerelle permet la traversée des voies et le passage d'un quai à l'autre. Celle-ci a été rénovée en 2011 et deux ascenseurs ont été ajoutés pour un accès plus facile aux personnes à mobilité réduite.

### Desserte
Maizières-lès-Metz est desservie par des trains TER Grand Est qui effectuent des missions entre les gares : de Nancy-Ville et de Luxembourg ; de Metz-Ville et de  Luxembourg ; de Metz-Ville et de Thionville ; de Metz-Ville et de Hettange-Grande.

### Intermodalité
Un parking pour les véhicules y est aménagé. 